# Танабэ, Ёко
Ёко Танабэ (яп. 田辺 陽子; 28 января 1966, Токио) — японская дзюдоистка полутяжёлой весовой категории, выступала за сборную Японии в конце 1980-х — середине 1990-х годов. Серебряная призёрша летних Олимпийских игр в Барселоне и Атланте, обладательница двух серебряных и трёх бронзовых медалей чемпионатов мира, чемпионка Азиатских игр в Пекине, чемпионка Азии, победительница многих турниров национального и международного значения.

## Биография
Ёко Танабэ родилась 28 января 1966 года в Токио.
Первого серьёзного успеха на взрослом международном уровне добилась в 1987 году, когда попала в основной состав японской национальной сборной и побывала на чемпионате мира в немецком Эссене, откуда привезла награду бронзового достоинства, выигранную в полутяжёлой весовой категории — на стадии полуфиналов потерпела поражение от бельгийки Ингрид Бергманс. Выступила на летних Олимпийских играх 1988 года в Сеуле, куда женское дзюдо было включено в качестве показательного вида спорта, и завоевала бронзовую медаль.
В 1989 году на мировом первенстве в югославском Белграде Танабэ попала в число призёров сразу в двух весовых категориях, получила серебро в полутяжёлой весовой категории и бронзу в абсолютной. Год спустя в полутяжёлом весе одержала победу на Азиатских играх в Пекине, тогда как в открытом весе вынуждена была довольствоваться бронзовой наградой. Ещё через год добавила в послужной список золотую медаль, выигранную на домашнем чемпионате Азии в Осаке, и серебряную медаль, полученную на чемпионате мира в Барселоне — единственное поражение потерпела здесь от кореянки Ким Миджон, будущей олимпийской чемпионки.
Благодаря череде удачных выступлений Ёко Танабэ удостоилась права защищать честь страны на Олимпийских играх 1992 года в Барселоне, где женское дзюдо впервые было включено в программу в качестве полноправного вида спорта. На пути к финалу уверенно взяла верх над всеми соперницами в полутяжёлом весе, в решающем поединке вновь встретилась с кореянкой Ким Миджон и снова проиграла ей, получив таким образом серебряную олимпийскую медаль.
После барселонской Олимпиады Танабэ осталась в основном составе дзюдоистской команды Японии и продолжила принимать участие в крупнейших международных турнирах. Так, в 1995 году она удачно выступила на домашнем мировом первенстве в Тибе, где удостоилась в полутяжёлом весе бронзовой награды, проиграв лишь бельгийке Улле Верброук. Будучи в числе лидеров японской национальной сборной, благополучно прошла квалификацию на Олимпийские игры 1996 года в Атланте, в итоге повторила здесь успех четырёхлетней давности, снова добралась до финала и получила серебряную медаль — в решающем поединке её победила Улла Верброук. Вскоре по окончании этих соревнований приняла решение завершить карьеру профессиональной спортсменки, уступив место в сборной молодым японским дзюдоисткам, и перешла на тренерскую работу.
В настоящее время преподаёт дзюдо в Университете Нихон в Токио.